# K.D. Feddersen
Die Feddersen-Gruppe mit der Dachgesellschaft K.D. Feddersen Holding GmbH ist eine norddeutsche Handelsgesellschaft, die insbesondere im Kunststoffhandel aktiv ist. Alleinige Gesellschafterin der K.D. Feddersen Holding GmbH ist die gemeinnützige K.D. Feddersen Stiftung.
Die Tochtergesellschaften der Feddersen-Gruppe handeln mit technischen Kunststoffen und Chemikalien sowie Edelstahl, Aluminium und Muntzmetall und produzieren Kunststoff-Compounds, Masterbatches, biologisch abbaubare Kunststoffe sowie Extrusions- und Compoundinganlagen. Im Geschäftsjahr 2018 war das Geschäftsfeld Kunststoffhandel für rund 53 % des Konzernumsatzes verantwortlich.

## Geschichte
Das Unternehmen K.D. Feddersen & Co. wurde 1949 von Karl Detlef Feddersen für den Handel mit chemischen Produkten gegründet. Im Jahr darauf übernahm Feddersen die Norddeutsche Ueberseegesellschaft, die sich auf den Handel mit technischen Produkten spezialisiert hatte. Das heutige Hauptgeschäftsfeld Kunststoffhandel wurde 1955 mit der Aufnahme von Kunststoffen in das Unternehmensportfolio begründet. Durch den Tod von Karl Detlef Feddersen wurde die K.D. Feddersen Stiftung 1958 alleinige Eigentümerin der Unternehmensgruppe. Im Jahr 1968 konnte K.D. Feddersen einen Distributionsvertrag mit den Farbwerken Hoechst abschließen. Durch die Gründung der Voß Edelstahlhandel GmbH 1979 zusammen mit Uwe Voß stieg die Unternehmensgruppe in den Metallhandel ein. In den Folgejahrzehnten wurden mehrere Handels- und auch Produktionsbetriebe auf dem Gebiet der technischen Kunststoffe übernommen und neu gegründet. Zu den übernommenen Unternehmen zählte 1992 auch die Hamburger Schlubach-Gruppe.